# میکرودرایو

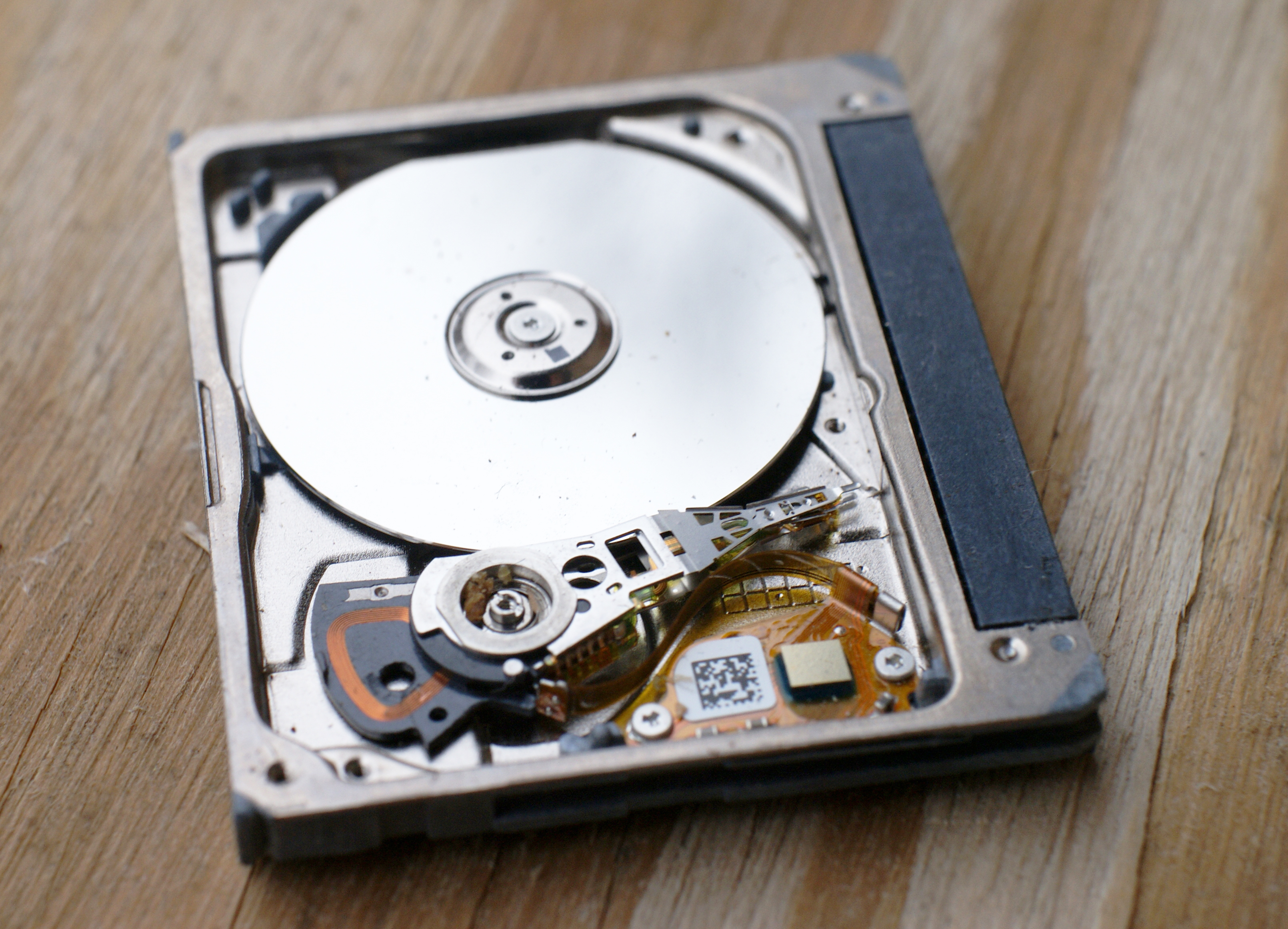
داخل یک درایو سیگیت ۱ اینچی

میکرودرایو یک علامت تجاری برای هارد دیسک‌های مینیاتوری ۱ اینچی است که توسط شرکت IBM و Hitachi تولید شده‌است. این دستگاه‌های ذخیره‌سازی چرخشی به گونه ای طراحی شده‌اند که در اسلات‌های CompactFlash یا (CF) نوع II قرار بگیرند. انتشار درایوهای مشابه توسط سازندگان دیگر منجر به این شد که آنها اغلب به عنوان «میکرودرایو» نیز شناخته شوند. در سال ۲۰۱۰، میکرودرایوها منسوخ شدند.

## تاریخ
قبل از میکرودرایوهای ۱ اینچی، یک HDD 1.3 اینچی با نام مستعار " Kittyhawk " در ژوئن ۱۹۹۲ توسط Hewlett Packard با ظرفیت ۲۰ و سپس ۴۰ مگابایت توسعه و عرضه شد. وزن این واحدها حدود ۲۸ گرم و ابعاد آن ۵۰٫۸ میلی‌متر × ۳۶٫۵ میلی‌متر × ۱۰٫۵ میلی‌متر بود و قبل از میکرودرایوها کوچک‌ترین هارد دیسک در جهان بودند. با این حال Kittyhawk یک شکست بود و مدت زیادی در بازار دوام نیاورد.

### توسعه
ایده میکرودرایو توسط محقق IBM تیموتی جی ریلی داده شد که یک هارد دیسک درایو کوچک با ظرفیت ذخیره‌سازی بالا ایجاد کند که برای دستگاه‌های تلفن همراه استفاده شود. در ابتدا تیموتی برای درایو برنامه‌ریزی کرد تا از سیستم‌های میکروالکترومکانیکی برای بخش‌هایی از درایو مانند موتور اسپیندل و محرک سر استفاده کند. توماس آر. آلبرشت، محقق دیگر، با تیموتی برای طراحی و ایجاد درایو همکاری کرد. توماس به دلیل افزایش ریسک فنی و هزینه‌های استفاده از سیستم‌های میکروالکترومکانیکی، فناوری درایو را به فناوری‌های معمولی مینیاتوری تغییر داد.
رهبر توسعه درایو موبایل در تأسیسات فوجیساوا IBM در آن زمان، Hideya Ino، به شدت به دنبال پتانسیل یک درایو دیسک ۱ اینچی بود. او تیمی را برای ایجاد نمونه‌های اولیه کار با محققان IBM داشت. این نمونه‌های اولیه برای متقاعد کردن تیم‌های برنامه‌ریزی محصول و بازاریابی برای حمایت از پروژه مورد استفاده قرار گرفتند. دو نفر برجسته از تیم توسعه ژاپن میتسوهیکو آئویاگی و کنجی کوروکی بودند که در راه‌اندازی خط تولید مشارکت داشتند. بیل هیلی و جان اوسترهوت در بخش فناوری ذخیره‌سازی در سن خوزه کار می‌کردند و مسئول توسعه تجاری و بازاریابی میکرودرایوها بودند.

### مقدمه
میکرودرایوهای IBM در سپتامبر ۱۹۹۸ در آمریکای شمالی معرفی کرد. با اندازهٔ یک سکه بزرگ و وزن کمتر از یک باتری قلمی و ظرفیت بیش از ۲۰۰ فلاپی دیسک تبلیغ می‌شد. انتظار می‌رفت میکرودرایو تا اواسط سال ۱۹۹۹ در دسترس باشد.
در ۲۴ ژوئن ۱۹۹۹ IBM میکرودرایوهای ۱ اینچی ۳۴۰ مگابایتی را در ژاپن به قیمت ۵۸۰۰۰ ین یا ۴۷۵ دلار آمریکا معرفی کرد. برنامه‌ریزی شده بود که به عنوان یک وسیله ذخیره‌سازی برای دوربین‌های دیجیتال و سایر دستگاه‌های دستی و کوچک به بازار عرضه شود.
در ۲۴ آگوست ۱۹۹۹، Microtech International
در ژوئن ۱۹۹۹، IBM نسل اول Microdrive 1 اینچی را عرضه کرد. ظرفیت ذخیره‌سازی آن ۱۷۰ مگابایت و ۳۴۰ مگابایت با قیمت ۴۹۹ دلار بود. ابعاد فیزیکی Microdrive 1.65 × ۱٫۴۲ اینچ × ۰٫۱۹۷ اینچ (۴۲٫۰ میلی‌متر × ۳۶٫۰ میلی‌متر × ۵٫۰ میلی‌متر) و مطابق با استاندارد کارت CompactFlash نوع II بود. نسل دوم Microdrive توسط IBM در ژوئن ۲۰۰۰ با افزایش ظرفیت ۵۱۲ مگابایت و ۱ گیگابایت معرفی شد که مدل ۵۱۲ مگابایتی آن ۳۹۹ دلار و مدل ۱ گیگابایتی آن ۴۹۹ دلار قیمت داشت.
در سال ۲۰۰۳، مدل‌های ۲ و ۴ گیگابایتی توسط هیتاچی معرفی شد. مدل ۴ گیگابایتی برای اولین بار در ۲۰ فوریه ۲۰۰۴ با قیمت ۴۹۹ دلار عرضه شد. در فوریه ۲۰۰۵ یک مدل با ظرفیت ۶ گیگابایت با قیمت ۲۹۹ دلار دنبال شد و مدل ۴ گیگابایتی به ۱۹۹ دلار کاهش یافت. هیتاچی علاوه بر این، یک هارد دیسک حتی کوچکتر ۱ اینچی با ظرفیت ۸ تا ۱۰ گیگابایت را با نام رمز "Mikey" برای اواخر سال ۲۰۰۵ با وزن ۱۴ گرم و اندازه ۴۰ میلی‌متر × ۳۰ میلی‌متر × ۵ میلی‌متر برنامه‌ریزی کرد.
تا سال ۲۰۰۷، فروش و سود میکرودرایو رو به کاهش بود، بنابراین هیتاچی تولید درایوهای هارد دیسک ۱ اینچی را متوقف کرد. فروش درایوهای ۱ اینچی در یک دوره سه‌ماهه در سال ۲۰۰۷ تنها حدود ۳۰۰۰ دستگاه بود، در حالی که ۵۶۰۰۰۰ دستگاه از درایوهای ۱–۱٫۸ اینچی در طول جولای تا سپتامبر ۲۰۰۷ فروخته شد. هیتاچی می‌خواست به جای حفظ تمرکز روی کسب و کار کوچک هارد دیسک، به درایوهای دیسک سخت ۲٫۵ و ۳٫۵ اینچی روی آورد.

### سیگیت

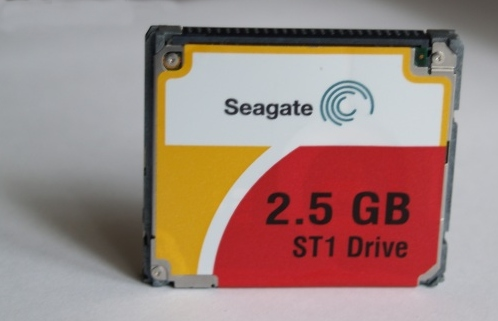
درایو CF 1 اینچی سیگیت ۲٫۵ گیگابایت

در سال ۲۰۰۴، سیگیت هارد دیسک‌های ۲٫۵ و ۵ گیگابایتی را با همان شکل فیزیکی کوچک مانند IBM Microdrive راه اندازی کرد و به دلیل مشکل علامت تجاری از آنها به عنوان هارد دیسک ۱ اینچی یا هارد دیسک CompactFlash یاد کرد. این درایوها معمولاً با نام Seagate ST1 نیز شناخته می‌شدند. در سال ۲۰۰۵ سیگیت مدل ۸ گیگابایتی را روانه بازار کرد. سیگیت همچنین یک محصول مصرفی مستقل مبتنی بر این درایوها را با محصولی به نام هارد دیسک جیبی فروخت. این دستگاه‌ها به شکل یک توپ هاکی با کابل USB 2.0 یکپارچه عرضه شدند.
سیگیت درایو کوچک ۶ گیگابایتی خود را در همان روز هیتاچی در فوریه ۲۰۰۵ راه اندازی کرد.

### وسترن دیجیتال
در اوایل سال ۲۰۰۵ وسترن دیجیتال اعلام کرد که با درایوهای خود به بازار مینی هارد دیسک می‌پیوندد. اینها تا نیمه دوم سال ۲۰۰۵ در دسترس خواهند بود و ظرفیت آنها تا ۶ گیگابایت می‌رسد.
وسترن دیجیتال یک میکرودرایو USB 2.0 خارجی ۶ گیگابایتی را به عنوان بخشی از نام تجاری پاسپورت جیبی در مارس ۲۰۰۶ راه اندازی کرد. این به عنوان رقیبی برای هارد دیسک جیبی Seagate ساخته شده‌است. این واحد دارای ۲ مگابایت حافظه پنهان، جستجوی ۱۱ میلی‌ثانیه، چرخش در ۳۶۰۰ دور در دقیقه، و ۶۰ × ۴۵ × ۹ میلی‌متر بود. قیمت این واحد در زمان عرضه ۱۳۰ دلار بود.

### جی اس مجیکستور
در ۱۶ ژوئیه ۲۰۰۳، یک سازنده چینی به نام GS Magicstor, Inc. (شرکت تابعه GS Magic, Inc.) اعلام کرد که هارد دیسک ۱ اینچی را با ظرفیت ۲٫۴ گیگابایت در ابتدای سال ۲۰۰۳ تولید کرده‌است که در ابتدا به عنوان بازار عرضه شده بود. جایگزینی برای Microdrive توسط Hitachi Global Storage Technologies. پس از آن هارد ۱ اینچی ۲٫۲ و ۴٫۸ گیگابایتی عرضه شد که در CES بین‌المللی ۲۰۰۴ با هارد دیسک ۰٫۸ اینچی رونمایی شد. در ۲۸ دسامبر ۲۰۰۴، Hitachi Global Storage Technologies اعلام کرد که شکایتی علیه GS Magicstor, Inc. , GS Magic, Inc. , و Riospring, Inc. به دلیل نقض چندین اختراع Hitachi GST در مورد درایوهای هارد دیسک پس از GS Magic Inc. شروع به تبلیغ mini-HDD (درایو دیسک سخت کوچک) کرده بود.

### قطع شدن
تا سال ۲۰۰۶، کارت‌های CompactFlash مبتنی بر فلش از نظر اندازه حداکثر از میکرودرایو پیشی گرفتند و به مرور زمان ارزان‌تر شدند، که این فناوری را منسوخ کرد. از جولای ۲۰۱۲، هیچ سازنده شناخته شده‌ای برای هارددیسک ۱ اینچی فرم فاکتور وجود ندارد. هیتاچی همچنین تولید محصول با علامت تجاری Microdrive خود را متوقف کرده بود.

## مدل‌های میکرودرایو

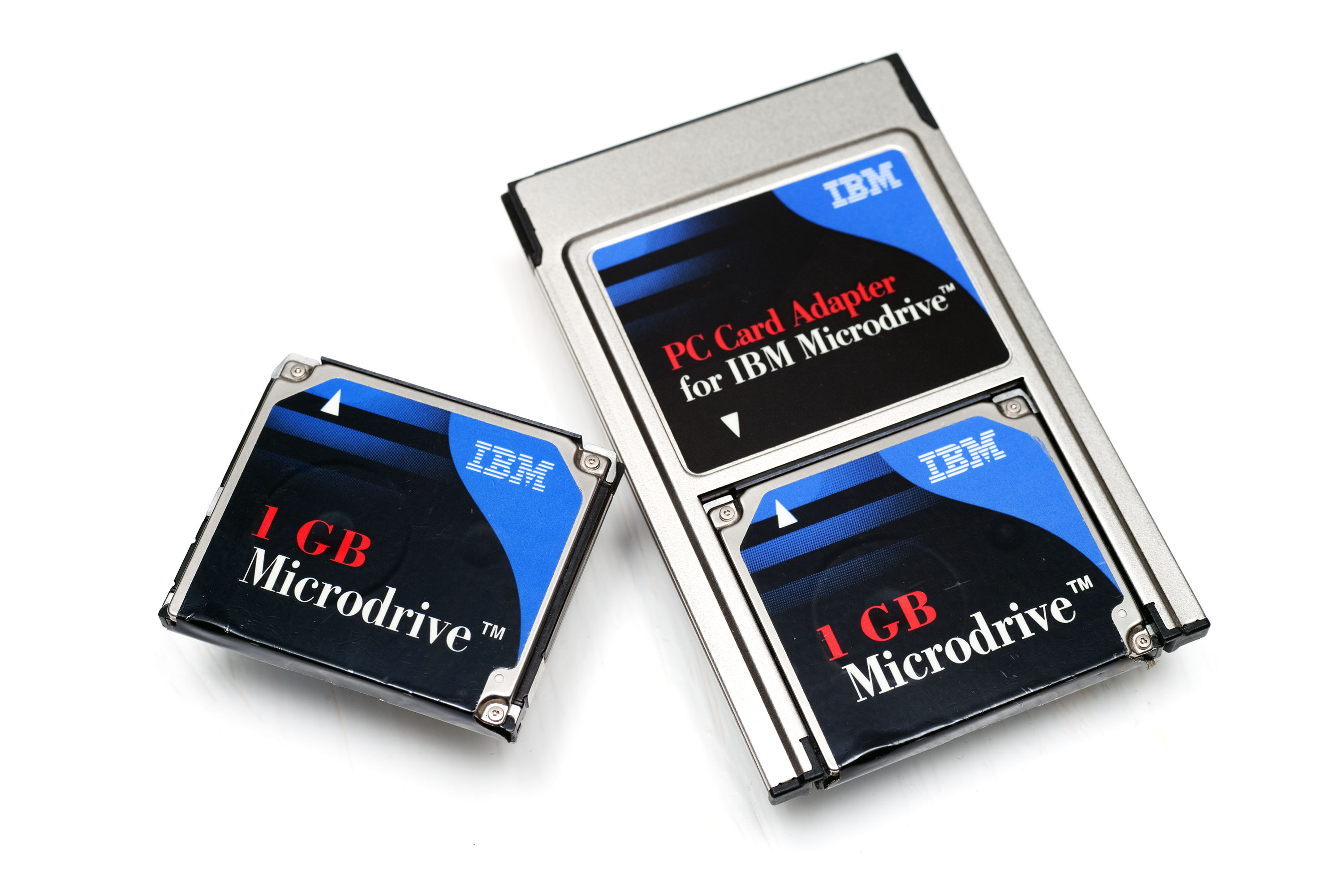
یک جفت میکرودرایو IBM 1GB، با آداپتور PCMCIA/Cardbus

میکرو درایو ای بی ام
| تاریخ       |                                                               |  |  |  |
| ژوئن ۱۹۹۹:  | آی‌بی‌ام ۱۷۰، ۳۴۰ مگابایت میکرودرایو منتشر می‌کند                |  |  |  |
| ژوئن ۲۰۰۰:  | آی‌بی‌ام میکرودرایوهای ۵۱۲ مگابایتی، ۱ گیگابایتی را منتشر می‌کند |  |  |  |
| ۲۰۰۳:       | ۲ گیگابایت، ۴ گیگابایت (هیتاچی)                               |  |  |  |
| ۲۰۰۴:       | ۲٫۵ و ۵ گیگابایت (Seagate)                                    |  |  |  |
| فوریه ۲۰۰۵: | ۶ گیگابایت (هیتاچی)، ۸ گیگابایت (سیگیت)                       |  |  |  |
| ۲۰۰۶:       | ۸ گیگابایت (هیتاچی)                                           |  |  |  |
|             |                                                               |  |  |  |

## مزایای
- تا سال ۲۰۰۶، Microdrives ظرفیت بالاتری نسبت به کارت‌های CompactFlash داشت.
- میکرودرایوها چرخه‌های نوشتن بیشتری را امکان‌پذیر می‌کردند و آنها را برای استفاده به عنوان فضای مبادله در برنامه‌های تعبیه شده مناسب می‌کرد.
- میکرودرایوها در کنترل کاهش قدرت در اواسط نوشتن بهتر بودند. حافظه فلش همیشه نیاز به جابجایی برخی از داده‌های قدیمی در حین نوشتن دارد تا اطمینان حاصل شود که عمر نوشتن متناهی فلش به همان اندازه مصرف می‌شود. یک اشکال در الگوریتم تسطیح سایش باعث از دست رفتن داده‌ها می‌شود اگر کارت در زمان اشتباهی از برق جدا شود. داده‌های روی دیسک‌های چرخشی در جای خود اصلاح می‌شوند و الگوریتم‌های دیسک سخت در آن زمان بسیار پیشرفته‌تر از حافظه‌های ذخیره‌سازی فلش بودند.
- وزن آن کمتر از یک رول فیلم ۳۵ میلی‌متری برای دوربین است.
- هزاران تصویر (برای دوربین‌های آن زمان) ذخیره شده‌است.
- گاهی اوقات با یک آداپتور PCMCIA برای لپ تاپ فروخته می‌شود.
- یک میکرودرایو ۴ گیگابایتی حدود ۲۷۰۰ فلاپی دیسک ۱٫۴۴ مگابایتی دارد.[۲۲]

## معایب
- از سال ۲۰۰۶، کارت‌های CompactFlash (که هم اندازه هستند و اغلب با یکدیگر سازگار هستند) و درایوهای فلش USB از مزایای ظرفیت Microdrive فراتر رفت.[۲۳] از ۵ جولای ۲۰۱۵، کارت‌های ۵۱۲ گیگابایتی CF در دسترس هستند که ۴۲ برابر فضای ذخیره‌سازی بزرگ‌ترین Microdrive را ارائه می‌دهند.
- از آنجایی که دستگاه‌های مکانیکی هستند، نسبت به حافظه‌های فلش به شوک فیزیکی و تغییرات دما حساس‌تر هستند، اگرچه در عمل بسیار قوی هستند و سازندگان برای بهبود قابلیت اطمینان چندین ویژگی را به مدل‌های اخیر اضافه کرده‌اند. به عنوان مثال، یک میکرودرایو معمولاً از سقوط ۴ فوتی (۱٫۲ متری) روی یک سطح سخت جان سالم به در نمی‌برد، در حالی که کارت‌های CF می‌توانند از سقوط بسیار بالاتر جان سالم به در ببرند.
- میکرودرایوها به سرعت کارت‌های CompactFlash پیشرفته نیستند. آنها معمولاً با سرعت ۴ تا ۶ مگابایت در ثانیه کار می‌کنند در حالی که کارت‌های CF سطح بالا می‌توانند با سرعت ۴۵ مگابایت در ثانیه کار کنند. این ممکن است برای عکاسانی که دنباله‌هایی از تصاویر بزرگ را به سرعت پشت سر هم می‌گیرند، مشکلاتی ایجاد کند. همچنین، زمانی که بیکار بوده‌اند به مدتی برای چرخش نیاز دارند (به زیر مراجعه کنید).
- آنها برای کار در ارتفاعات بالا (بیش از ۱۰۰۰۰ فوت یا ۳۰۰۰ متر) طراحی نشده‌اند، اما می‌توانند با خیال راحت در اکثر هواپیماهای تجاری استفاده شوند زیرا کابین‌ها معمولاً تحت فشار هستند.
- فقط مدل‌های با ظرفیت بالا تولید می‌شوند، زیرا ساخت میکرودرایوهای با ظرفیت کم سودآور نیست. در پایان سال ۲۰۰۵ تنها ظرفیت‌های بالای ۲ گیگابایت تولید می‌شد در حالی که کارت‌های ۲۵۶ مگابایتی و ۵۱۲ مگابایتی CompactFlash هنوز در حال تولید بودند. ظرفیت‌های پایین‌تر هنوز به‌راحتی در eBay در دسترس هستند، اما معمولاً همان قیمت کارت‌های CF با همان اندازه هستند.
- برخلاف حافظه فلش، میکرودرایوها حتی زمانی که هیچ داده‌ای به آنها منتقل نمی‌شود یا از آنها خوانده نمی‌شود، فقط برای حفظ سرعت چرخش دیسک به انرژی نیاز دارند. در نتیجه، بسیاری از دستگاه‌ها مانند آی‌پاد مینی، درایو را در بیشتر مواقع خاموش می‌گذارند و به‌طور دوره‌ای آن را روشن می‌کنند تا داده‌ها را از آن واکشی کنند تا بافر دستگاه پر شود. برای مقابله با این مشکل، میکرودرایوها پس از چند ثانیه خاموش شدن خاموش می‌شوند. با این حال، این بدان معنی است که برای دسترسی بعدی، که حدود ۱ ثانیه طول می‌کشد، نیاز به چرخش دارد. همان‌طور که در Palm LifeDrive مشاهده می‌شود، اگر یک سیستم عامل از درایو اجرا شود، این اثر به ویژه مشکل ساز خواهد بود.
- از آنجایی که میکرودرایوها ضخیم‌تر از کارت‌های CF مبتنی بر فلش هستند، به یک اسلات نوع II نیاز دارند. بسیاری از دوربین‌های کامپکت جدید، به دلیل محبوبیت روزافزون کارت‌های مبتنی بر فلاش، تنها دارای یک اسلات نوع I هستند، بنابراین Microdrives در خارج از بازار عکاسی حرفه‌ای محبوبیت محدودی دارد.
- برخی از کارت خوان‌های CF که با اتوبوس کار می‌کنند، توان لازم برای راه اندازی Microdrive را ندارند، اگرچه کارت‌های CF II را دریافت می‌کنند. هنگام استفاده از چنین دستگاهی، معمولاً توسط میزبان شناسایی می‌شود، اما هنگامی که کاربر تلاش می‌کند به درایو دسترسی پیدا کند، خطاها رخ می‌دهد.
- برخی از درایوهای "OEM Only" از فرم فاکتور CompactFlash استفاده می‌کنند اما فقط یک رابط 5V IDE/ATA را ارائه می‌دهند. اینها در خوانندگان یا دستگاه‌هایی که انتظار رابط ۳٫۳ ولتی و عملکرد کامل CompactFlash را دارند، کار نمی‌کنند.

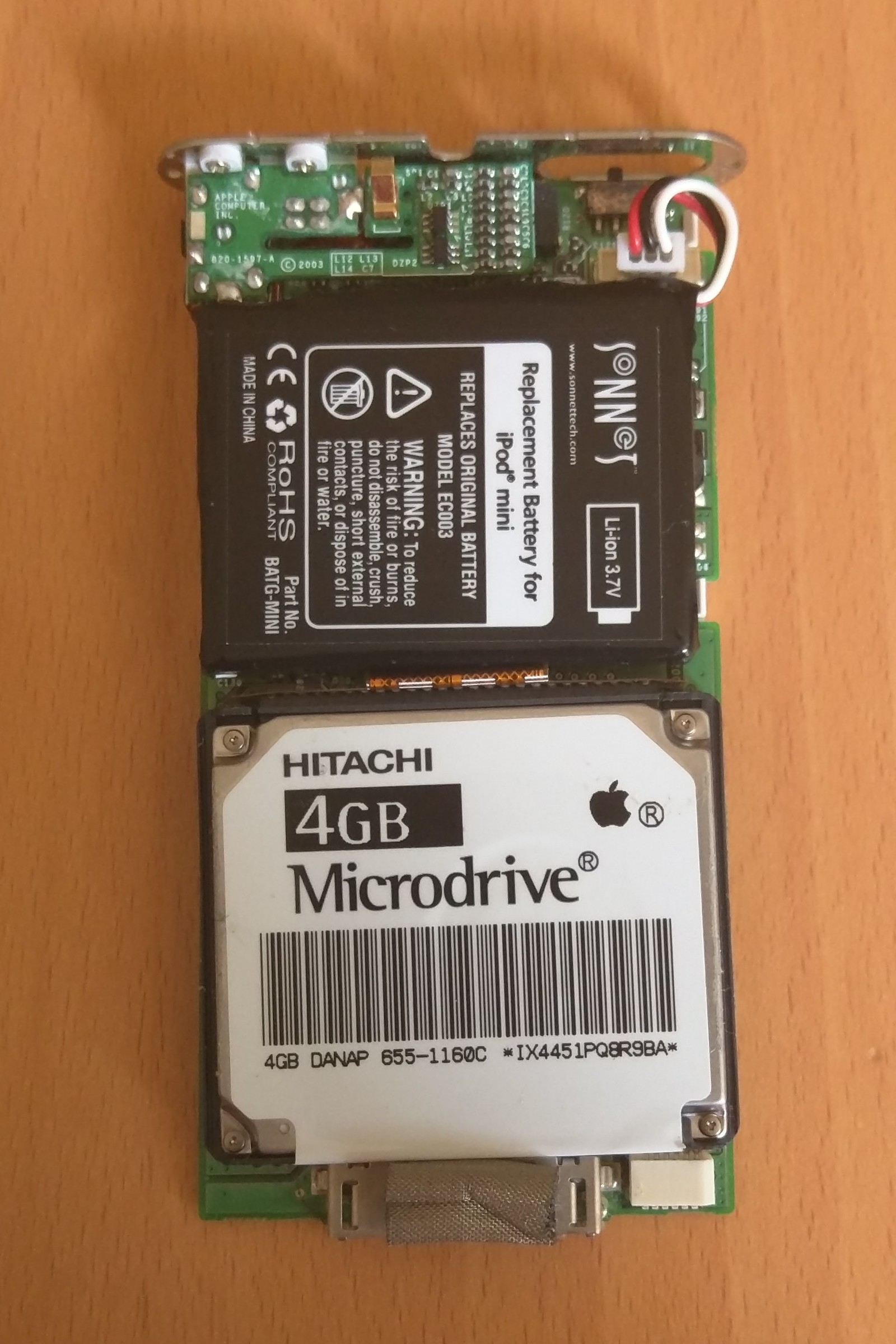
iPod Mini (نسل اول نشان داده شده‌است) از یک میکرودرایو برای ذخیره داده‌ها استفاده می‌کند.

### IBM
- ۱۷۰ مگابایت
- ۳۴۰ مگابایت
- ۵۱۲ مگابایت
- ۱ گیگابایت
- ۴ گیگابایت
- ۸ گیگابایت
- ۱۶ گیگابایت

چندین نمونه از میکرودرایو توسط موزه تاریخ کامپیوتر نگهداری می‌شود.

### میکرودرایو هیتاچی
- ۵۱۲ مگابایت
- ۱ گیگابایت
- ۲ گیگابایت
- ۳ گیگابایت
- ۴ گیگابایت
- ۵ گیگابایت
- ۶ گیگابایت
- ۸ گیگابایت

این مدل‌های سیگیت با ۲ مگابایت حافظه کش مجهز بودند.

### جی اس مجیکستور
- انواع ۲٫۲ گیگابایت ATA، USB (NATIVE) و CF
- ۳ گیگابایت ATA
- انواع ۴ گیگابایتی ATA و CF
- ۶ گیگابایت

### سیگیت
- ۲٫۵ گیگابایت
- ۴ گیگابایت
- ۵ گیگابایت
- ۶ گیگابایت
- ۸ گیگابایت
- ۱۲ گیگابایت

### سونی
- ۲ گیگابایت (هیتاچی با نشان مجدد)
- ۴ گیگابایت (هیتاچی با نشان مجدد)
- ۵ گیگابایت (سیگیت با نشان مجدد)
- ۸ گیگابایت (سیگیت با نشان مجدد)

### توشیبا
- ۲ گیگابایت
- ۴ گیگابایت

### قرنیز
- ۲ گیگابایت
- ۴ گیگابایت
- ۸ گیگابایت

### وسترن دیجیتال
- ۶ گیگابایت